# Ligne de la grande ceinture de Berlin

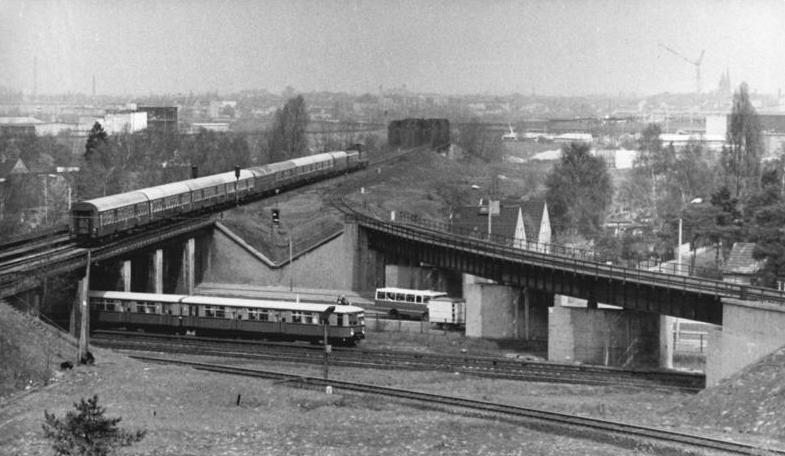
Croisement de Grunau en 1980.

La ligne de la grande ceinture de Berlin (allemand : Berliner Außenring, BAR) est une ceinture périphérique ferroviaire double et électrifiée longue de 125 km construite, à l'origine, pour contourner Berlin-Ouest durant la division de l'Allemagne. Elle fut développée par la République démocratique allemande pour des raisons économiques, de transports et militaires entre 1951 et 1961 et incluait des sections d'anciennes lignes (ceinture ferroviaire extérieure de fret, la ligne de Jüterbog à Nauen et la ligne de Michendorf à Gross Beeren).
Sans que cette ligne ne soit terminée, il n'aurait pas été possible de construire le mur de Berlin sans interrompre les réseaux de transports de la RDA. La ligne express de Potsdam à Schönefeld fut construite pour des raisons similaires.
Le terme de grande ceinture est utilisée pour distinguer la ligne de la Ringbahn de Berlin.

## Caractéristiques
Dans les années 1950, une digue large de 90 m, longue de 1 170 m et haute de 10 m a été lancée sur la plus grande largeur du lac de Templin pour l'achèvement de la ligne. Elle coupe le tiers sud-ouest du reste du lac, hormis une ouverture de 150 m qui permet la continuité hydraulique.

### Lectures approndies
- (de) Bernd Kuhlmann, Der Berliner Außenring, Nordhorn, Kenning, 1997, 144 p. (ISBN 3-927587-65-6)